# 8795 Dudorov
8795 Dudorov è un asteroide della fascia principale. Scoperto nel 1981, presenta un'orbita caratterizzata da un semiasse maggiore pari a 3,2011210 UA e da un'eccentricità di 0,1616857, inclinata di 10,61380° rispetto all'eclittica.